# FC Aarau
FC Aarau 1902 (normalt bare kendt som FC Aarau) er en schweizisk fodboldklub fra byen Aarau i Kanton Aargau.
Klubben spiller i landets bedste liga, Schweiziske Super League, og har hjemmebane på Stadion Brügglifeld. Den blev grundlagt i 1902, og har siden da vundet tre nationale mesterskaber og én pokaltitel.

## Titler
- Schweizisk Superliga (3): 1912, 1914, 1993

- Schweizisk Pokalturnering (1): 1985

## Kendte spillere
- Philipp Degen
- Gökhan Inler
- Adrian Knup
- Daniel Gygax
- Pascal Zuberbühler
- Ciriaco Sforza
- Emanuel Pogatetz